# 吳善
吳善（1532年—1588年），字元夫，號南洲，福建漳州府龍溪縣人，民籍，明朝政治人物。嘉靖壬戌進士，萬曆年間累官兩廣總督。

## 生平
嘉靖三十七年（1558年）戊午科福建鄉試第三十二名舉人。嘉靖四十一年（1562年）中式壬戌科會試第一百二十八名，二甲第十五名進士。授刑部主事，升江西司署郎中事主事，萬曆元年（1573年）恤刑廣東，多有平反。二年正月出爲廣西副使、永寧道兵備，六年四月升四川右参政，加按察使，七年十月補四川右參政、整飭建昌兵備兼管分巡糧儲，八年正月升廣西右布政使，九年八月升江西左布政使。萬曆十一年（1583年）三月，升應天府府尹，十一月以都察院右副都御史、巡撫廣西。十五年二月升南京工部右侍郎，六月出任兵部右侍郎、總督兩廣軍務、巡撫廣東地方，次年積勞卒於任內。

## 家族
曾祖吳迪濃；祖父吳瑞哲；父吳章禹，母徐氏。具庆下。兄神、岱。